# Virtua Fighter 2
Virtua Fighter 2 (japanska: バーチャファイター2 Hepburn: Bācha Faitā Tsū?) är ett fightingspel utvecklat av Sega. Spelet är uppföljaren till Virtua Fighter, och det andra spelet i Virtua Fighter-serien. Spelet skapades av Yu Suzuki-ledda AM2 och debuterade som arkadspel 1994. Spelet porterades till Sega Saturn 1995, och till Microsoft Windows 1997. 1996 släpptes varianten Virtua Fighter Kids.
Spelet porterades även till Playstation 2 i Japan 2004, som en del av Segas serie Ages 2500. Sega Mega Drive-versionen återutgavs till PS2 och PSP 2006 som del av Sega Mega Drive Collection, och till Wii Virtual Console den 20 mars 2007 i Japan samt den 16 april samma år i Nordamerika. Den 20 januari 2011 släpptes spelet till IOS.
Spelet tankades av tidskriften Complex som 1990-talets 19:e bästa arkadspel.

### Fotnoter
1. ↑  Rich Knight, Hanuman Welch, The 30 Best Arcade Video Games of the 1990s, Complex.com, 28 augusti 2013.